# Philodendron jefense
Philodendron jefense är en kallaväxtart som beskrevs av Thomas Bernard Croat. Philodendron jefense ingår i släktet Philodendron och familjen kallaväxter. Inga underarter finns listade.